# Port de Rostov-sur-le-Don
Le port fluvial de Rostov-sur-le-Don (en russe : Ростовский морской торговый порт) est sur le Don dépendant de la ville de Rostov-sur-le-Don.

## Histoire
C'est l'un des plus importants du sud de la Russie, ce port mixte reçoit à la fois des navires fluviaux et de haute mer.

## Infrastructures et installations
Il possède cinquante-six quais.
Le volume de fret chargé ou déchargé atteignait en 2014 18 millions de tonnes constitués notamment de produits pétroliers, de charbon, de céréales et de conteneurs. Le Don est navigable depuis son embouchure sur 1 590 km et le canal Don-Volga permet aux navires d'atteindre les ports de la Volga et de ses affluents comme Volgograd, Samara, Kazan, Nijni-Novgorod, Moscou, etc. Le Don étant un fleuve alimenté essentiellement par la fonte des neiges, un barrage a été construit 200 kilomètres en amont pour retenir les eaux dans le réservoir de Tsimliansk (superficie 2 700 km2 et volume 23,9 milliards de mètres cubes). Celui-ci permet de maintenir des conditions propices à la navigation pendant la longue période des basses eaux (9 à 10 mois). Par le delta du Don, le port est relié à la mer d'Azov, la mer Noire et la mer Méditerranée. Les capacités du port sont limitées par les ponts qui imposent un tirant d'air maximum et le gel du fleuve durant l'hiver. De plus, le port a assuré une part croissante du commerce maritime en mer Noire après l'ouverture du canal Volga-Don et en a fait la tête des lignes de navigation sur la Volga.

## Intermodalité
Rostov étant un important nœud routier et ferroviaire, il y a une importante activité de transbordement. Il existe également un port de passagers disposant d'installations pour les voyageurs et d'un quai long d'environ un kilomètre. Des navires de croisière effectuent des excursions de quelques heures à quelques semaines à partir de Rostov[Lequel ?].